# SpongeBob SquarePants: Battle for Bikini Bottom
SpongeBob SquarePants: Battle for Bikini Bottom es un videojuego basado en la comedia animada de la serie Bob Esponja. El juego ha sido lanzado para las consolas Game Boy Advance, Nintendo GameCube, Microsoft Windows, PlayStation 2 y Xbox. El jugador trata de defender a Fondo de Bikini de una invasión de Robots creados por Plancton con una máquina llamada el Duplicatotron 3000. Los personajes jugables son Bob Esponja, Patricio y Arenita. La versión de Windows cuenta con una serie de minijuegos y en gran medida difiere de las versiones de consolas.

## Jugabilidad
Los jugadores controlan a Bob Esponja, Arenita, y Patricio (excepto en la versión de GBA, en la que solo el control de Bob Esponja) a través de una serie de lugares tales como campos de medusas, y puede cambiar a los diferentes personajes en las paradas de autobuses en todo el juego. El juego es básico consiste en retirar los envíos y derrotar a los robots que han atacado a Fondo de Bikini, mientras que el cruce de plataformas y evitando los riesgos ambientales como las espigas y las llamas. Una serie de minijuegos son también accesibles a través del juego.

Tres tipos de artículos se pueden recoger. los objetos brillantes son la moneda del juego, y puede ser utilizado para pagar los peajes en las zonas juego o para comprar espátulas de oro de Don Cangrejo. las espátulas de oro se utilizan para permitir el acceso a nuevas áreas, se ocultan a través del juego y también puede se gana al completar las tareas establecidas por Calamardo y varios otros personajes de la serie. Estas tareas pueden implicar derrotar a los robots en particular o buscar artículos. El otro tipo de elemento de colección, son los calcetines de patricio, se pueden negociar por espátulas de oro.

Aunque algunas zonas se puede navegar por cualquier personaje, solo unos pueden ser completados con un carácter específico, debido a cada uno de ellos tienen habilidades únicas. Bob Esponja puede crear un casco de burbujas para un empalme de cabeza de los enemigos, lanzar soplos de burbujas, ataque de giro y salto doble para llegar a plataformas más altas. Patricio puede lanzar objetos en los interruptores, congelar la laguna y atacar a los enemigos con un ataque de panza. Arenita puede deslizarse sobre las lagunas grandes y ejerce un lazo, con la que puede atar a los enemigos o se mece en los ganchos para llegar a zonas distantes.

## Argumento
El juego gira en torno al tema de los robots invasores Fondo de Bikini, la ciudad natal de Bob Esponja. Los robots fueron creados por plancton, el dueño genio maligno del balde de carnada, quien ha construido un nuevo robot llamado Duplicatotron 3000 para producir un ejército de robots.
Él planea dominar el mundo usando estos robots, pero solo después de que los crea y se da cuenta de que el interruptor de la Duplicatotron se ha cambiado a "desobedecer" y los robots rápidamente lo sacan a patadas del balde de carnada.

Bob Esponja se despierta para encontrar que su casa ha sido destruida 

Después de vagar por la casa por un tiempo y recibir un telegrama de su jefe, Don Cangrejo, afirmando que él le daría una espátula de oro a Bob Esponja por cada cierta cantidad de objetos brillantes que recoge para él. En el exterior, Bob Esponja encuentra a Plancton, que le dice una historia de mentiras para nuestro héroe, alegando que los robots se presentaron de la nada y lo echaron. Engañados por el villano diminuto, Bob Esponja se embarca en una peligrosa búsqueda para deshacerse de los robots de Plancton y llegar al balde de carnada.
también es considerado como un remix de Super Mario 64 ya que el objetivo es bastante similar, dado que en ambos juegos se deben recolectar espátulas (Bob Esponja) o estrellas (Super Mario 64) para ingresar a nuevos lugares.

### Niveles
- Fondo de Bikini - Mundial de concentradores, se puede entrar a otros niveles a través de aquí.
- Los Campos de Medusas - Disfruta a través de los campos de medusas hasta encontrar alguna jalea de medusa y luchar contra la medusa rey a continuación se ejecuta a calamardo con los robots.
- Centro de Fondo de Bikini - En el área metropolitana, ayudar a la Sra. Puff a evacuar la ciudad y mucho más.
- Laguna goo - Mientras se relaja en la playa, debe detener a un robot que está robando protector solar, dejando a los bañistas sin su bronceador.
- El Poseidome - cara a cara contra el Robot Sandy.
- Fondo de roca - Este lugar oscuro también está en peligro, ayudar a la Mrs.Puff a coleccionar arte del museo.
- Sireno cueva - Ayuda de sireno Man y Chico Percebe a sacar a los robots.
- Montaña de arena - esquía a través de tres pistas llenas de tikis, robots, y mucho más
- El Parque Industrial - ¡Viaje a este terrible lugar a la batalla con Robo-patricio!
- Bosque de algas marinas - Ayuda a la Mrs.Puff a encontrar los campistas perdidos extendidos por todo el bosque.
- Cementerio del Holandés Volador - Ayudar al Holandés volador a librar a su horrible cementerio de los robots.
- Sueño de Bob Esponja - Viaje a través de los sueños de sus amigos.
- Laboratorio del Balde de Carnada - Lucha contra el robot Spongebot SteelPants y Robo Plancton en un final épico.

También hay una sala de cine que se puede acceder mediante el pago de una cuota de 40.000 objetos brillantes. Una vez dentro, el jugador es capaz de ver algunos de arte conceptual del juego, y también alguna música de la introducción del robot, se puede escuchar en dos niveles, no es muy recomendado ya que no muestra muchas cosas.

### Jefes
- Medusa rey - Es el primer mini-jefe del juego. Él tiene la capacidad de ir en el suelo y causar la liberación de un campo de energía cósmica, también pueden liberar pequeñas medusas al ataque después de ser golpeado Y tiene un campo de fuerza.
- Robo-Arenita - Es el primer robot jefe del juego. Tiene la habilidad de Golpes de Karate, ataca usando su brazo (No antes sin avisar) y puede realizar un ataque de salto que puede aturdir aunque terminas rebotando. Juegas como Bob Esponja en primer lugar, que tiene que brincar y caer con el poder de los Burbu-Pies para despegarle la cabeza del cuerpo causando un Corto que le quita vida tras estrellarse contra tablero de la cuenta eléctrica, hasta los tres golpes. Haz lo mismo con Patricio (Ya que quiso "jugar" a pesar de que Bob Esponja le avisó que no estaban jugando, sino peleando por sus vidas), solo tienes que recoger la cabeza de Arenita y lanzarla en el tablero de la cuenta eléctrica (Que cayó durante la batalla de Bob). Finalmente Patricio deja ahora el relevo a Bob Esponja de nuevo (Mientras está asustado), Está vez, tendrás que usar el Casco Vikingo para darle en el Botón de autodestrucción de la cabeza, en vez de Perder la cabeza, la cogerá revelando el botón. En la versión de GBA, saltar alrededor del lugar para luego darle en la Cabeza, relativamente fácil. Después de 3 golpes, el robot puede extender su mano para atacarte.
- Camarón - Es el segundo mini-jefe del juego. Es un rival de sireno man porque él le dio la ropa blanca de color rosa tras mesclarla con un calcetín rojo. Se puede atacar con un Matterhorn que dispara ondas sónicas y puede liberar robots Ham-mer después del primer golpe. Cuando las luces en el suelo dejen de moverse, habrá un camino recto al matterhorn. Necesitas Bolas de burbujas para ese camino con el fin de derrotarlo, una vez derrotado Camarón termina totalmente congelado de nuevo.
- Robo-Patricio - Es el segundo robot jefe del juego. Puede realizar slams, puede escupir un poderoso ácido, tiene aliento gélido, y puede girar en todas partes aventando ácido a todas partes y después queda mareado, lo es el momento que aprovecharás para golpearlo en su Espalda donde dice "Kick-Me" (Patéame). Juega siendo Bob Esponja. Primero se debe esperar a que haga sus ataques hasta el punto de que se maree y golpearlo por detrás. Repetir el proceso tres veces hasta que juegue como Arenita a causa de que El  Robo-Patricio aparentemente fue derribado lo que le dio provecho a Bob Esponja para tratar de rescatar a Calamardo congelado pero El Robo-Patricio se recuperó y dejó a Bob Esponja  congelado, y le toca a Arenita para atacar, ahora esta vez, tirará de una palanca que liberará los residuos industriales (lo que hará que el nivel de ácido suba más y más alto). Necesitas colgarte en los ganchos, debido a que habrá desechos tóxicos en el suelo, necesitarás que Robo-Patricio haga caer unas cajas para cuando se maree poder golpearlo en la espalda 3 veces. Después de que el nivel de ácido llegué hasta Bob Esponja, lo descongelará y volverás a jugar con él mientras que Arenita cuida a Calamardo. Finalmente tu única opción será lanzarle Bolas de Burbujas en la espalda (lo que se dificultará debido a que, aparte de que ya no habrá más cajas, tendrás que usar las bandas transportadoras.) En la versión de GBA, lo persigue a través de los campos de medusas mientras montas en Misterio, simultáneamente debes recoger Robo-bombas y escupir contra Robo-Patricio.
- El Holandés volador - Es el tercer mini-jefe del juego. El es mini-jefe porque no quiso darle la espátula dorada tras hacer un trato con Bob Esponja y Arenita para recuperar su Barco y derrotar a los Robots. Puede disparar rayos láser en los ojos en forma de ADN y dispara mocos en llamas de la nariz. Debes esquivar los rayos láser y saltar sobre los mocos para así después darle en la cola. Después de la pelea, Arenita siguió insultando al Holandés hasta que Bob Esponja con sus Burbujas mágicas le dio a cambio una réplica del barco del Holandés Volador para así obtener la espátula de oro.
- Duplicatron 3000 - Solo aparece en la versión GBA. El único ataque que tiene es para enviar robots. tiene que arrojar bombas contra los robots, saltar sobre los robots, (no en los eléctricos) y atacarlos en la parte superior.
- Robo-Esponja Pantalones de Acero - Es el Jefe Final del Juego. Ataca con un ataque de Karate vertical, seguido ahora de uno Horizontal (Ahí debes atacar a la mPalma de la Mano según la Mano que ataca) y después dejará de funcionar mientras que Robo-Plankton te atacará, a lo que deberás esquivarlo o bien, darle con un Torpedo Burbuja. Durante el Ataque Horizontal ataca usando Torpedos a los puntos verdes visibles. En la versión de GBA, es el jefe final, lucharás con él justo después de la Duplicatron 3000. El robot envía bombas de pastelillos de cangrejo de golpe que tiene que tragar y escupirle a la espalda.
- Robo-Plankton - Es el jefe robot cuarto y Semi-último del Juego (Ya que Robo-Esponja es el Final). Puede disparar rayos láser de su Balde Cohete. Necesitas usar las Torpedo-Burbujas cuando no esté atacando con láseres hacia ti. Durante la batalla de Robo-Esponja estará para luchar junto a él en ese momento haciendo lo mismo.
- Robo-Calamardo solo aparece en la versión GBA del juego. También se puede ver en una parte del croquis del arte conceptual en las versiones de consola. Debe utilizar (el caballito de mar de Bob Esponja; Misterio de My Pretty Seahorse) para comer a los bomba-bots, montar el robot tentáculos, y escupir a los robots Misterio en la cabeza. Puede haber sido un jefe eliminado de las versiones de consola. basado en el concepto de arte, puede haber sido el jefe final, con base en el fondo. Las tácticas eran más propensas a destruir los tentáculos. entonces, la cabeza fuera a desprenderse y empieza a volar y disparar rayos láser de ti.

### Jugables
- Bob Esponja
- Patricio Estrella
- Arenita Mejillas

## Reparto
- Tom Kenny- Bob Esponja, Narrador francés, Gary.
- Bill Fagerbakke - Patricio Estrella.
- Carolyn Lawrence - Arenita, computadora de la sirenocueva.
- Doug Lawrence - Plancton, Larry la langosta, langostino, pez narrador, Robo-Plancton.
- Rodger Bumpass - Calamardo Tentáculos.
- Mary Jo Catlett - Sra. Puff
- Joe Whyte - SirenoMan, don Cangrejo.
- Clancy Brown - Don Cangrejo (versión PC).
- Tim Conway - Chico percebe.
- Brian Doyle-Murray - El holandés volador.
- O'Hurley John - Rey Neptuno.
- Brad Arbrell - Amigo burbuja.

## Recepción
Battle for Bikini Bottom es actualmente el juego de Bob Esponja más exitoso producido. Recibió un 4,5 sobre 5 de la revista oficial de PlayStation. Ha ganado numerosos premios, entre ellos el Kid Choice Award al Mejor Videojuego del Año, y entró en la Elección del jugador, golpes de platino, y Greatest Hits para GameCube, Xbox y PlayStation 2, respectivamente.
- Datos: Q3288573